# Куршйяй (Клайпеда)
Футбольний клуб «Куршйяй» Клайпеда (лит. Futbolo klubas Klaipėdos Kuršiai) — литовський футбольний клуб з Клайпеди, заснований у 1936 році. Виступає в SFL. Домашні матчі приймає на Міському стадіоні.

## Історія назв
- 1936  — «Швітуріс» Клайпеда;
- 1990 — «Нярія» Нярінга;
- 1991 — «Жвеїс» Нярінга;
- 1995 — «Юрате» Нярінга;
- 2003 — «Куршйяй» Нярінга;
- 2006 — «Швітуріс» Клайпеда;
- 2010 — «Куршйяй» Нярінга;
- 2011 — «Куршйяй» Клайпеда.

## Досягнення
- А-ліга
  - Бронзовий призер (1): 1938.